# Техника в Древнем Риме

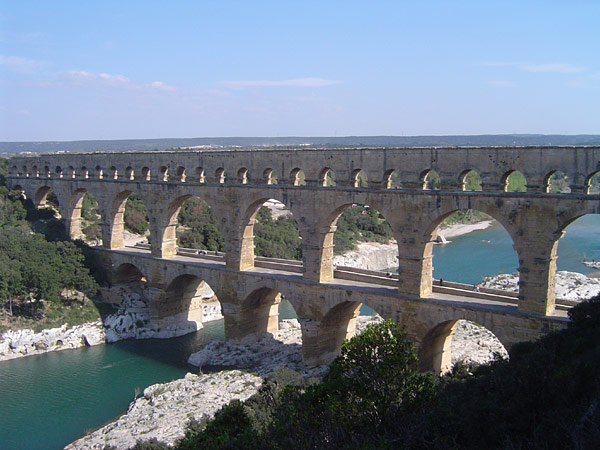
Акведук Пон-дю-Гар в Южной Франции, один из шедевров римской архитектуры

Техника в Римском государстве достигла своего расцвета между началом гражданских войн в Риме (около 100 г. до н. э.) и правлением Траяна (98-117 гг. н. э.).

## Общие черты
Римская культура широко распространилась в Европе и Средиземноморье благодаря созданию эффективной структуры управления, единой системы права, а также благодаря умениям римских техников и инженеров. Значительная часть римских научных и технических новшеств и достижений была создана ещё древнегреческой культурой в эллинистический период (конец IV—II вв. до н. э.).
В римское время не появилось выдающихся изобретений в области сельского хозяйства, обработки металлов, изготовления керамики и тканей, подобных тем, что были созданы в эпоху неолита и в бронзовом веке цивилизациями Египта и Ближнего Востока, однако римляне смогли развить и усовершенствовать известные им технологии. Греческое культурное пространство восточного Средиземноморья дало римским инженерам знания основ математических, естественных и прочих наук, которые позволили им коренным образом улучшить производство энергии, агротехнику, горное дело и металлообработку, изготовление стекла, керамики и тканей, транспортное дело, судостроение, инфраструктуру, строительное дело, массовое производство товаров, связь и торговлю.
Хотя в период Римской империи в некоторых областях хозяйства были предпосылки к началу промышленной революции, римское общество так и осталось на доиндустриальном уровне: машины были практически не развиты, использовался труд рабов. Научные, экономические и социальные причины такого пути развития, характеризуемого историками как стагнация античной технологии, являются предметом дальнейшего технико-исторического исследования.

## Источниковая база
Письменные источники по истории римской техники в значительной степени утрачены. Исключениями являются технические сочинения таких авторов, как Витрувий, а также трактаты естественного и технического содержания, как, например, труды Плиния. Кроме того, информация о римской технике и технологиях содержится в исторических и научных текстах, а также в стихотворениях римских поэтов. К сожалению, практически все они дошли до нас в средневековых списках, точность передачи оригинала в которых нередко находится под сомнением. В отличие от исторической науки в целом, для изучения истории техники больший интерес часто представляют не письменные источники, а сохранившиеся приборы, инструменты, средства передвижения и другие археологические находки, а также античные изображения.
Анализ и реконструкция римской техники при помощи археологических находок осложняется тем, что наряду с камнем (применявшимся, например, при строительстве мельниц и маслобоен), железом и бронзой для создания многих аппаратов использовались и недолговечные материалы, такие как дерево. Здесь исследователь часто вынужден обращаться к изображениям и описаниям римского времени, чтобы воссоздать облик плохо сохранившихся деталей. Тем не менее, металлические приборы и инструменты в изобилии попадаются исследователям при раскопках римских городов и вилл. Благодаря этому технологии и механизмы, использовавшиеся римскими предприятиями (в частности, мельницами, бронзолитейными и гончарными мастерскими), нередко могут быть изучены и воссозданы в рамках экспериментальной археологии.

## Основы математики

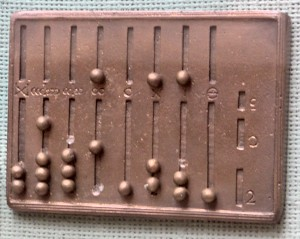
Реконструкция римского абака (Римско-германский музей, Майнц)

Хотя уже в римское время были известны позиционные системы счисления, являвшиеся более совершенными и напоминавшие современную десятичную систему, консервативные римляне предпочитали пользоваться традиционной системой счета, в которой числа записывались как последовательности повторяющихся букв.
Для практических вычислений (в частности, основных арифметических действий) римская система счисления не подходила. С этой целью использовалась счётная доска (абак), с помощью которой обозначались единицы, десятки, сотни и прочие разряды чисел. Таким образом, не только инженеры и техники, но и коммерсанты, ремесленники и рыночные торговцы имели возможность легко производить элементарные вычисления.
Для повседневных (например, торговых) вычислений римляне создали переносной вариант абака из бронзы, который легко помещался в сумке и позволял с помощью небольших камешков (лат. calculi) производить не только основные арифметические действия, но и вычисления с дробями. В принципе, абак можно было использовать в рамках любой системы счисления. Особый успех римлян заключался в стандартизации необозримого числа возможных дробей, которые могли найти применение в мире торговли — унция была приведена к единому значению.
В римском мире для монет, мер и весов использовалась двенадцатеричная система, которая первоначально появилась в Египте и Вавилоне, была распространена по всему Средиземноморью и достигла Рима благодаря финикийским купцам и греческим колонистам Южной Италии. Наряду с измерением веса в унциях для этой системы были характерны также дроби с знаменателем 12, что упрощало действия с дробями. В качестве «промежуточной памяти» при умножении или делении больших чисел часто служили загибающие фаланги пальцев рабы, которые таким образом служили своим хозяевам подручным средством для фиксации чисел.
В то время как коммерсанты, ремесленники и техники производили вычисления с помощью унций, в некоторых областях были обычными более точные меры веса. Например, в сфере точной механики и при прокладке труб использовался палец (лат. digitus), составлявший 1/16 фута.
В других областях римляне также демонстрировали интерес прежде всего к практическому применению математических знаний: так, они знали приближенное значение π {\displaystyle {\tfrac {22}{7}}\approx 3{,}142857} и использовали его помимо прочего для вычисления сечений труб. Римские землемеры, невзирая на простую конструкцию их приборов, могли определять углы, подъемы и наклоны.

## Источники энергии

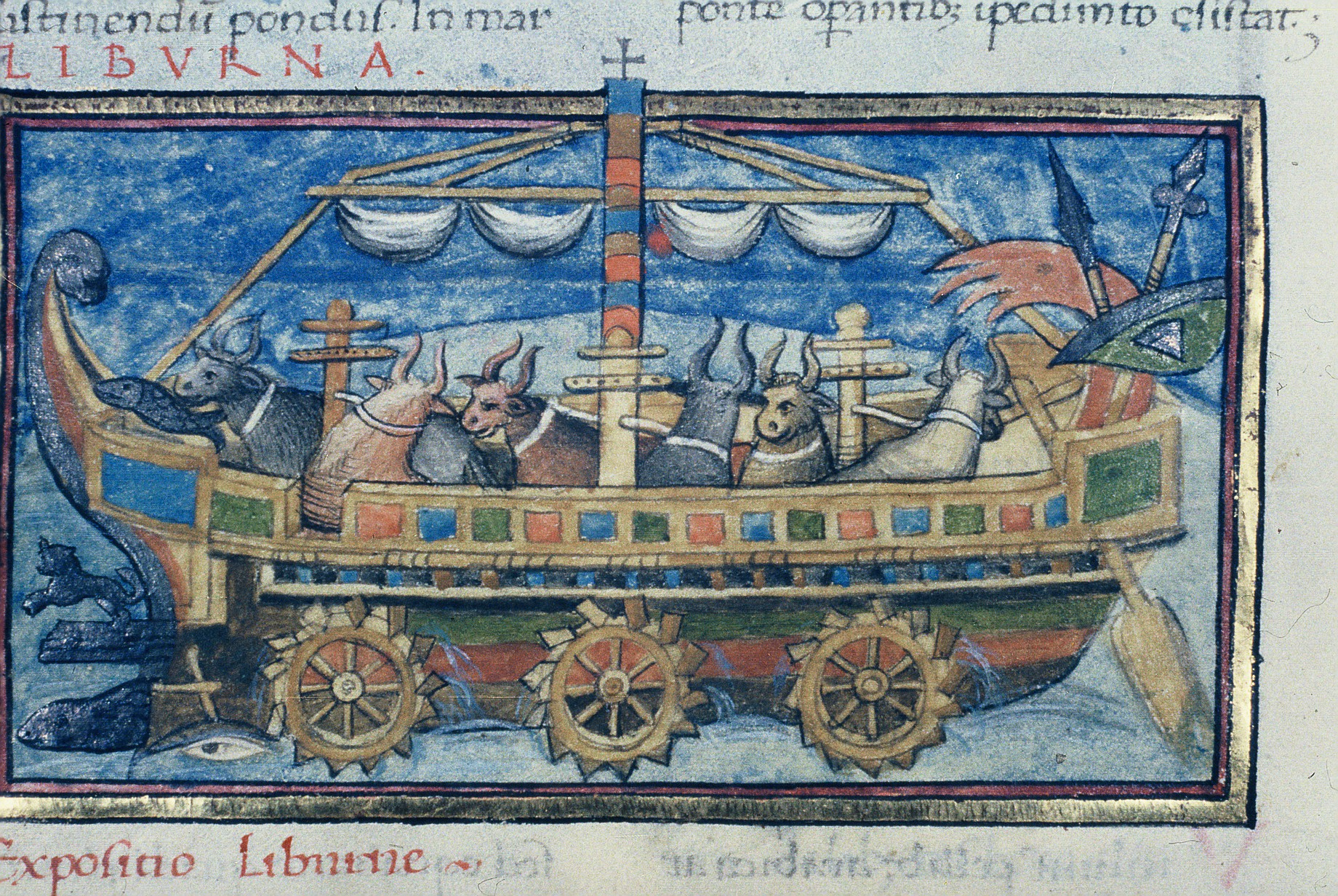
Либурна с водяными колёсами, приводимая в движение быками. Иллюстрация XV века из издания римского трактата De rebus bellicis (IV в. н. э.)

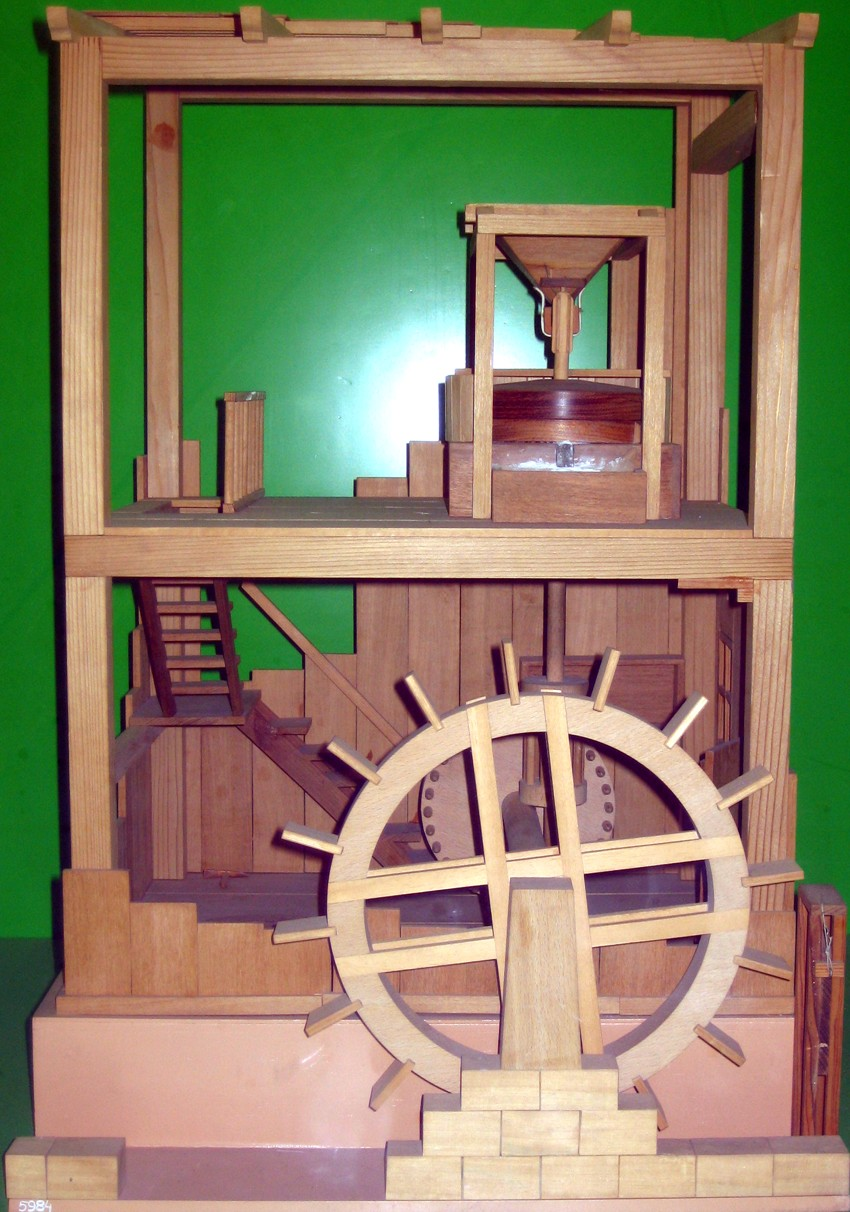
Реконструкция водяной мельницы по Витрувию

Схематическое изображение механической пилы на два действующих одновременно инструмента с приводом от водяного колеса через кривошипно-шатунный механизм. Построена в Иераполе в III в. н. э. и является первой известной машиной, использующей КШМ.

## Освещение

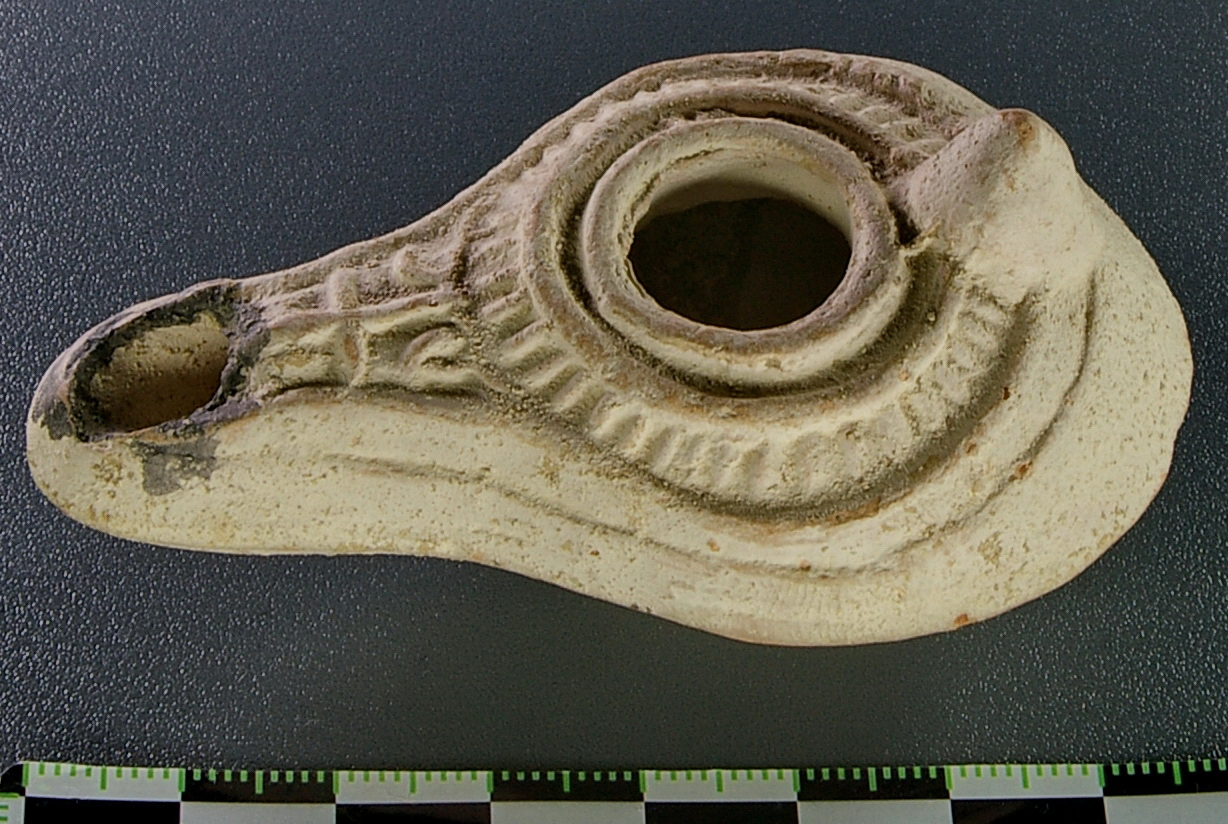
Римская масляная лампа из глины с отверстиями для фитиля (слева) и оливкового масла

## Сельское хозяйство

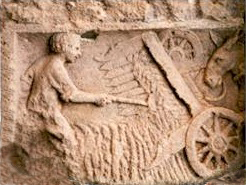
Рельеф, изображающий галло-римскую косилку